# Konspirologija
Konspirologija je termin ruskog filozofa Aleksandra Dugina iz njegova djela Konspirologija. Znanost o zavjerama, tajnim društvima i okultnom ratu koji bi, prema Duginu, trebao označavati disciplinu koja bi s geopolitičkog stajališta te uz pomoć ezoterije, nekatoličke eshatologije, demonologije i okultizma (umjesto religiologije) izučavala teorije urote, tajna društva i njihove sukobe na geopolitičkoj razini. Pri tome Dugin ponajprije misli na sukob atlantizma (anglosaksonske geopolitike) i euroazijatstva (neosovjetizma), u kojem zastupa potonji stav.  
Zbog koketiranja s ezoterijskim i okultističkim učenjima umjesto oslanjanja na religiološku znanost te zbog geopolitičke obojenosti dio znanstvenika (američkih i europskih) odbacuje utemeljenost konspirologije. S druge strane, brojni ugledni ruski znanstvenici, poput Mihaila Naumoviča, a posebno oni bliski euroazijatskoj geopolitičkoj školi, prihvaćaju i upotrebljavaju navedeni termin.